# Solarluftschiff
Ein Solarluftschiff ist ein meist unbemanntes Luftschiff, das über Solarzellen den elektrischen Strom für seinen Antrieb erzeugt, wobei der Auftrieb mit Hilfe einer Wasserstoff- oder Heliumfüllung erzeugt wird.
Der Vorteil des Solarluftschiffes liegt zum einen in seiner absoluten Abgasfreiheit und den geringen Betriebsgeräuschen, zum anderen in einer nur durch die Undichtigkeiten der Hülle begrenzten Operationszeit. Da kein Brennstoff mitgeführt werden muss, entsteht auch nicht das Problem des Auftriebsgewinns, wenn die Masse des Luftschiffs durch den verbrauchten Kraftstoff abnimmt.
Allerdings muss das Luftschiff, wenn es auch unter der Wolkendecke oder nachts steuerbar sein soll, mit Energiespeichern wie Akkumulatoren oder zusätzlichen Energiequellen ausgerüstet sein.

## Bisher gebaute Solarluftschiffe und Projekte
- Zwei Solarluftschiffmodelle wurden 1978/79 von Michael Walden für LTAS Inc. konstruiert und in der Wüste von Nevada, USA getestet.
- „Solar Egg“ (Solar-Ei) der Tokyo-Sanyo Co. Ltd. USA flog 1992 mit 10 km/h, trug eine Kamera und hatte Solarzellen mit einem Leistungsgewicht von 200 mW/g.
- LOTTE 1, Erstflug 1993, LOTTE 2, LOTTE 3 (ab 1991 der Universität Stuttgart); LOTTE 2 nahm 1993 am Fahrzeugrennen World Solar Challenge teil. Die Kooperation des Instituts für Statik und Dynamik der Luft- und Raumfahrtkonstruktionen an der Universität Stuttgart mit dem Verein Stuttgart Solar e.V. begann 1992.[1]
- L.E.M.S. (Long Endurance Manned Solar) der kanadischen Pan Atlantic Aerospace Corporation (43 m lang)
- Stratellite
- Höhenplattform (high altitude platform)
- x-station Telekommunikations-Stratosphären-Solarluftschiff: Wurde am 29. September 2006 stationär 21 km über der Schweiz erfolgreich in Position gebracht.[2]
- solarship[3] Projekt eines Hybrid-Tragflächenluftschiffes aus Kanada: Über 100 km/h schnell, 1 Tonne Nutzlast. Das Flugzeug ist im doppelten Sinne Hybrid: Es erfährt aerostatischen Auftrieb aus einer Traggasfüllung ist also ein Luftschiff und aerodynamischen Auftrieb im Flug durch die Delta-Tragfläche, kann also auch als Leichtflugzeug angesehen werden. Für Vortrieb sorgen Propeller mit Elektroantrieb gespeist aus Solarzellen jedoch auch (zumindest) ein Verbrennungsmotor eines Busch-Flugzeugs. Das fliegend abgebildete Exemplar mit der Registrierung C-GOFO bestand aus einem gasgefüllten Blimp in Deltaflügel-Form mit zumindest 11 formgebenden vertikalen Querstegen im Inneren. Der unten anliegende, planenbespannte Gitterrohrrumpf hatte ein 3-Rad-Fahrwerk und seitlich zwei Ausleger mit je zwei Zweiblattluftschrauben. Das Seitenleitwerk hinten bestand aus 3 Flächen, das Delta wies hinten aerodynamisch wirksame Ruder auf. Anstoß war 1983 als in Ottawa ein Diplomat aus Burundi erklärte, dass afrikanische Binnenstaaten ein kostengünstiges Transportsystem in Gebiete ohne Infrastruktur wie Straßen oder Flugplätze brauchen würden. 2006 gründete Jay Godsall, dessen Großvater, Vater und Cousins mit Buschflugzeugen zu tun haben, die Solar Ship Inc., um ein taugliches Flugzeug für Afrika zu entwickeln. Tim Shopa, ein im Herbst 2015 pensionierte Pilot der Royal Canadian Air Force wirkt bei der Mission Burundi mit. Sally Horsfall Eaton und Scott Griffin (Pilot) haben Risikokapital beigesteuert. 2017 nennt die Solar-Ship-Website die Schiffsnamen Wolverine und Nanuq und als Aufgabengebiet neben Afrika den Westen Chinas und den Norden Kanadas, wo zu erwarten ist, dass durch die Klimaerwärmung weniger winterliche Eis-Straßen funktionieren werden.[4][5] Solar Ship Caracal C-GOFO stürzte am 29. August 2014 nahe dem Brantford Airport (CYFD) ab und wurde substantiell beschädigt, der Pilot und ein afrikanischstämmiger Passagier wurden schwer verletzt.[6][7][8] Solar Ship Inc. konnte Oktober 2016 einen Kontrakt über die Lieferung von 2 Exemplaren Typ Caracal mit 20 m Spannweite und 2 vom Typ Wolverine mit 50 m Spannweite an Manaf Freighters in Burundi abschließen.[9]
- eBlimp: Larry Fleming begann 1997 mit dem Bau von Prallluftschiffs gründete 2000 die MicroFlight Inc. in Kalifornien.[10] Die Produktion des Familienbetriebs, (derzeit) in Laguna Hills lieferte bis heute (Stand 2016) etwa 200 Exemplare aus. Typisch mit Hülle aus Polyurethanfolie, Länge 2 bis 12 Meter, Nutzlast 0–5 kg, (6–8)-Kanal Fernsteuerung und Batterie-Telemetrie, für Indoors oder Outdoors, mit und ohne Fesselleine und eventuelle Stromversorgung durch diese. November 2016 flog ein erster eBlimp-Prototyp mit dem Aufdruck www.mothership.aero mit Solarzellen bei San Francisco 90 Minuten Manöver im Freien bei teilweise bewölktem Himmel und die Batterie fiel nie unter 90 % Ladung. Damit ist dauerhafter Flug unter direktem Sonnenlicht möglich. Der 6 m lange RC-Outdoor-Blimp mit 700 W Leistung, 4 Leitflächen am Heck und Sonnenzellen kostet 19.000 USD. Oben am Rücken der hier zylindrischen Hülle liegen 9 Zeilen von je 15 Sonnenzellen, 4 mal jeweils über den Umfang angezurrt.[11][12] (Die Entwicklung eines 8 m langen Typs mit 1000 W Leistung wird von eBlimp angekündigt.) Dieser Prototyp wurde für Mothership Aeronautics (MA) entwickelt und gehört nun dieser Firma. Larry Fleming wird von MA als Technologie-Partner im Team gelistet.
- Mothership Aeronautics (MA): Zylindrisch-zigarrenförmige Blimps mit 4 Leitflächen am Heck, die untere ist mit einem Querstrahlpropeller versehen, 2 schwenkbare Propeller jeweils seitlich unter dem Inflatable, etwas vor seiner Längenmitte (Scout). Traggas Helium. Unbemannt, ferngesteuert. Sonnenzellen auf den Rücken gespannt.
  - MA Scout, Länge 7 m / 20 ft (= 6,09 m), Blimp-Durchmesser 1,3 m, Geschwindigkeit Reise 14 mph, Maximal 25 mph, Eigengewicht 8 kg, Mindestflugzeit 4 Stunden, Flugdauer: Tageslicht. Zur Ausstattung mit Kamera GoPro Hero Session für Filmaufnahmen, Überwachung oder Vermessungsaufnahmen. FAA part 107 operation.
  - MA Carrier, Länge 9 m / 26 ft (= 7,92 m), Blimp-Durchmesser ? m, Geschwindigkeit Reise 20 mph (= 32 km/h), Maximal 30 mph (= 48 km/h), Eigengewicht 8 kg, Mindestflugzeit 4 Stunden, Flugdauer: 3 Wochen. Ausstattung: 4 K-Luftaufnahmenkamera + Infrarotkamera + Träger für Multikopter („airborne aircraft carrier“). Kleine Kameradrohnen haben ohne Träger über die Flugzeit eine begrenzte Reichweite, was den Einsatz in unwegsamen Gebieten limitiert. Mit einem Solar-Blimp als Flugzeugträger und automatisierter Nachladung für 3 Drohnen lässt sich (vermutlich projektiert) eine sehr viel höhere Reichweite erzielen, etwa um eine Pipeline in unwegsamem Gebiet zu inspizieren.

## Traggaserwärmung
Solarluftschiffe, die ihren Auftrieb so wie Solarballone durch Erwärmung des Traggases Luft mittels Sonnenstrahlung erhalten, wurden nicht realisiert. Der so erzielbare Auftrieb ist spezifisch recht gering, wetterabhängig und nur schwer kontrollierbar. Bei allen Luftschiffen wie Ballons, die nicht hochreflektierend ausgeführt sind, spielt allerdings bei Sonneneinstrahlung eine gewisse Traggaserwärmung stets eine gewisse Rolle.